# Paula Herrera
Paula Herrera Espinoza (Curicó, 23 de agosto de 1977) es una cantante y compositora chilena de pop/folk, conocida por ser la ganadora del Festival de Viña del Mar 2013. 

## Biografía
Su interés por la música viene desde muy pequeña. A los cuatro años tocó el piano en una ceremonia de su colegio, Alianza Francesa de Curicó, y lo seguiría haciendo a lo largo de toda su etapa escolar. Pero no sería hasta después de estudiar Publicidad y trabajar como azafata, que se decidiera a especializarse en la música. Es así como en 2004 se tituló de la Escuela Moderna de Música, siendo la primera cantante popular profesional de Chile.
Bajo el nombre artístico de Amarantha, lanza su carrera de cantautora pop en 2007 con el disco Sueño de Vida y en 2009 lo hizo con 11'.
En 2011 decide retomar su nombre de nacimiento para relanzar su carrera, ahora incursionando en el folk con el disco Verde y Celeste. 
En 2012 participó en el Festival del Huaso de Olmué homenajeando a Violeta Parra y en noviembre lanzó un nuevo disco, La discreción del caracol. De este disco se desprende Con el zapatito, con el zapatón, canción que representó a Chile en la competencia folklórica del Festival de Viña del Mar 2013, donde resultó ganadora y obtuvo la Gaviota de Plata.
El videoclip de su reversión de Todo me recuerda a ti de Sheena Easton fue grabado en Nueva York y cuenta con la actuación del actor de teleseries Íñigo Urrutia.
En 2020 Paula presentó su álbum "La Tormenta" producido por el productor chileno y pianista Marcos Meza.

## Discografía
- 2007: Sueño de vida (como Amarantha)
- 2009: 11 (como Amarantha)
- 2011: Verde y celeste
- 2012: La discreción del caracol
- 2016: De la rosa y el espino
- 2020: La Tormenta
- 2022: Yo no sé